# Jim lo sfregiato
Jim lo sfregiato (Hollow Triumph) è un criminale noir film del 1948 diretto da Steve Sekely, girato nei sobborghi di Los Angeles.
La sceneggiatura si basa su Hollow Triumph, romanzo di Murray Forbes pubblicato a Chicago nel 1946.

## Trama
Appena uscito di prigione, John Müller organizza una rapina in un casinò illegale gestito dal potente malavitoso Rocky Stansyck. Il colpo fallisce e i gangster catturano alcuni complici di Müller, costringendoli a rivelare l'identità degli altri prima di eliminarli. Con Stansyck noto per le sue spietate vendette, Müller è costretto a fuggire e accetta, senza entusiasmo, un lavoro d’ufficio suggerito dal fratello Frederick. Tuttavia, insoddisfatto della vita onesta, cerca presto una via d'uscita. Un incontro casuale con un dentista gli fa scoprire di somigliare in modo impressionante a un noto psicoanalista, il dottor Victor Bartok, che lavora nello stesso edificio. L'unica differenza evidente tra i due è una vistosa cicatrice sul volto del medico. Intrigato, Müller inizia a raccogliere informazioni su Bartok, arrivando persino a introdursi nel suo ufficio. Qui viene scambiato per il medico dalla segretaria Evelyn Hahn, che si accorge presto dell’errore. Nonostante ciò, Müller riesce a conquistarla, sebbene Evelyn sia ormai disillusa e affermi di aver rinunciato all'amore. Deciso a sfruttare la somiglianza, Müller studia Bartok e, basandosi su una fotografia, si incide una cicatrice speculare alla sua per rendere la somiglianza perfetta. Ma un errore nella stampa della foto compromette il suo piano in modo irreparabile.
Entrato nella vita del medico, Müller scopre che Bartok aveva debiti di gioco e una relazione con la sofisticata Virginia Taylor, frequentatrice di un esclusivo casinò. Nel frattempo, Frederick si mette sulle tracce del fratello e, vedendo la cicatrice, è convinto che Bartok e Müller siano persone diverse. Evelyn, però, comincia a sospettare la verità. Mentre cerca di consolidare la sua nuova identità, Müller si rende conto che il suo passato lo sta raggiungendo rapidamente. Tra il rischio di essere smascherato e il pericolo rappresentato dai creditori del dottore, il suo piano inizia a vacillare.

## Produzione
Il film fu prodotto da Paul Henreid, l'attore protagonista che si cimentò per la prima volta come produttore, per la Bryan Foy Productions. Le riprese durarono da fine gennaio e fine febbraio 1948.

## Distribuzione
Distribuito dalla Eagle-Lion Films, il film uscì nelle sale cinematografiche statunitensi dopo essere stato presentato in prima mondiale a Reading, in Pennsylvania il 18 agosto 1948.